# 予土線

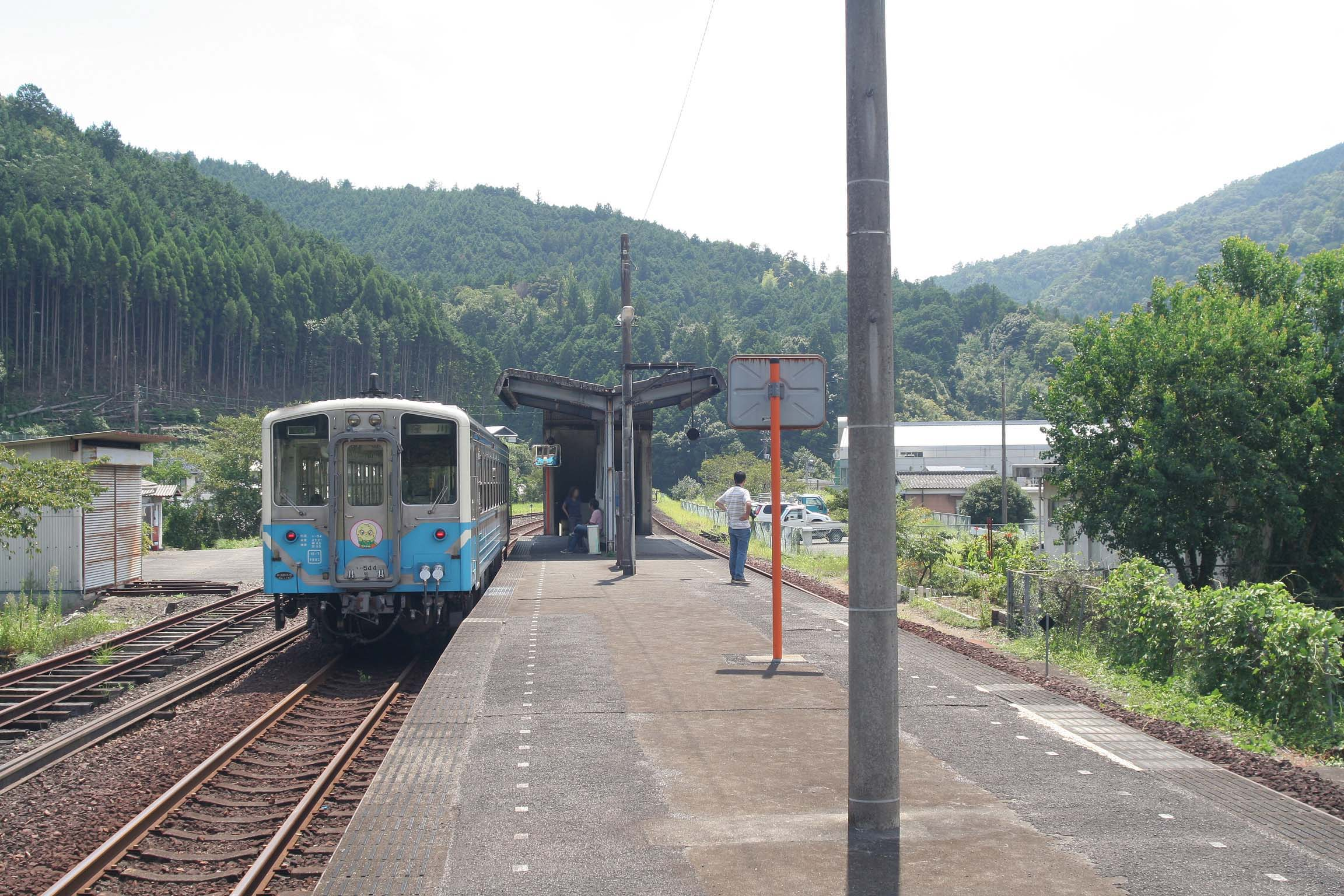
一輛開往窪川站的予土線普通列車，正停靠在土佐大正站。

予土線（日语：／ Yodo sen */?）是一條由四國旅客鐵道（JR四國）營運的鐵道路線。路線由高知縣高岡郡四萬十町的若井站連接至愛媛縣宇和島市的北宇和島車站。在日本國有鐵道（日本國鐵）時代，此線被定位為地方交通線，也稱為予土本線。國鐵分割民營化後，接手經營的JR四國於1988年將路線更名為現稱。路線名稱的意思是路線貫通的兩個日本古代令制國：伊予國和土佐國。
雖然若井站和北宇和島站是予土線的兩邊終站，但並沒有列車以此兩站為終站。下行列車以宇和島站為止，上行則通過土佐黑潮鐵道中村線開至窪川站為止。由於需經過第三部門鐵道路段，因此凡經予土線來往窪川站，均須收取額外200日圓的路段費用。
予土線途經四萬十川的上游，路段間滿佈綠蔭，再加上沿途景色優美，因此被當地人冠名為「四萬十綠色鐵道」（しまんとグリーンライン）。

## 路線資料
- 管轄（事業類別）：四國旅客鐵道（第一種鐵道事業者）
- 路線距離（營業距離）：76.3公里
- 軌距：1067毫米
- 站數：20個（包括起終點站）
  - 若只限屬於予土線的車站，排除終點的北宇和島站（屬於予讚線[1]）則為19個。另外，起點的若井站曾經屬於中村線[1]，該線轉換至土佐黑潮鐵道，作為JR的車站改屬於予土線（川奧信號場也同樣）。但是，JR四國官方網站的公司導覽將若井站排除在總站數外，根據此解釋屬於予土線的車站有18個。
- 複線路段：沒有（全線單線）
- 電氣化路段：沒有（全線非電氣化（日语：非電化））
- 閉塞方式：特殊自動閉塞式（軌道回路檢知式）
  - CTC、PRC（日语：自動進路制御装置）（設置於宇和島）[2]
    - （根據國鐵四國總局發表）
- 最高速度：
  - 若井站－川奧信號場間 110公里/小時
  - 川奧信號場－江川崎站間 85公里/小時
  - 江川崎站－北宇和島站間 65公里/小時
- 最大坡度：30‰（作為標準坡度（日语：標準勾配）的26.1‰＝北宇和島站－務田站間）[3]
- 最小曲線半徑：160公尺

## 列車種類
現時行走予土線的列車皆為普通列車。一直以來，本線甚少出現優等列車。其中一個原因，是因為路軌是沿山路而建，彎多而曲折令列車不能高速前行，因此就算中途通過部份車站，能節省的時間並不多。例如1974年至1985年期間，每日有一班來回的急行／特急「足摺」會由窪川站改行予土線至宇和島站，但進入予土線路段時則仍然是以普通列車行駛。
直至1997年的暑假，JR四國推出新的觀光列車「I LOVE 四萬十」，以185系氣動車行走，來往高知站至松山（經窪川、土讚線、宇和島然後調頭至松山），成為了首次行經予土線的優等列車。可惜此路線只維持了三年的夏／秋天季節便取消了。
當年在予土線內的停車站有：
窪川站 - 土佐大正站 - ［土佐昭和站］（只在1999年度）- 十川站 - 江川崎站 - 松丸站 - 近永站 - ［伊予宮野下站］（1998年度起）- 宇和島站

### 使用車種
以Kiha32形氣動車及Kiha54形氣動車為主，其中一班來回宇和島及江川崎的列車則使用Kiha185形3000號或3100號氣動車行駛。

### 觀光開放式列車
自1984年起投入服務。由一輛普通列車及一輛開放式觀光列車所組成。並因應不同的季節而起用不同的名稱。但開出的時間均相同，每天1來回。等級為普通列車，但乘客如乘坐觀光客車車廂則須另繳特別車費。
2013年，旅遊列車改稱「四萬十torokko」（しまんトロッコ），並改為只停靠重要車站，等級上雖然仍然是普通列車，但列車則變為全車指定席，不論是否乘坐觀光客車車廂，均須繳付指定席附加費。另一方面，列車雖然通過不少車站，但全程所需的時間為2小時30分至3小時，比部份行畢全程且各站停車的普通列車還要長。
「四萬十torokko」停靠下列車站：
窪川站 - 土佐大正站 - ［十川站］（只限2號車） - 江川崎站 - 松丸站 - 宇和島站

### 班次
由於路經地區大都為山區，人煙稀少，所以班次亦不多，並且全以予讚線上的宇和島站為起點（但路線長度計算上則以窪川站為0公里）。2024年的時間表改正時，全線直通至窪川站的列車，每天只有4來回；另外4來回則為往江川崎的區間車；以及2班下行、3班上行來往近永的區間車。另外假日其中一對行駛全線的班次會改以觀光列車行駛。
2010年代時，曾經為促進予土線的使用、特別是宇和島市與附近村町區域的連繫，宇和島～近永的區間車曾經佔全部予土線約一半的班次，但自爆發2019冠状病毒病疫情後，區間班次被大幅削減，疫情後亦再沒有復辦，倒反而是改與巴士公司合作，推出持JR車票可以乘搭特定的巴士路線（稱為「並行巴士」），由宇和島市中心前往予土線沿線車站或相關區域。

## 車站列表
為方便起見，一併記載末端部分所有列車直通的窪川站與宇和島站的路段。
- 予土線的定期列車全部都是普通列車（停靠所有車站）
- 軌道（全線單線） … ◇、∧：可列車交會，｜：不可列車交會

| 公司 、 路線名稱   | 車站編號 | 中文站名   | 日文站名 | 英文站名 | 站間營業距離 | 若井起計 營業距離 | 接續路線、備註                   | 軌道 | 所在地 | 所在地          |
| ------------------ | -------- | ---------- | -------- | -------- | ------------ | ----------------- | -------------------------------- | ---- | ------ | --------------- |
| ※                  | TK26     | 窪川       |          |          | -            | 4.4               | 四國旅客鐵道：土讚線             | ◇    | 高知縣 | 高岡郡 四萬十町 |
| ※                  | TK27     | 若井       |          |          | 4.4          | 0.0               | 土佐黑潮鐵道：中村線（中村方向） | ｜   | 高知縣 | 高岡郡 四萬十町 |
| 四國旅客鐵道予土線 | G27      | 若井       |          |          | 4.4          | 0.0               | 土佐黑潮鐵道：中村線（中村方向） | ｜   | 高知縣 | 高岡郡 四萬十町 |
| 四國旅客鐵道予土線 |          | 川奧信號場 |          |          | -            | 3.6               | （中村線與予土線的實際分岔點）   | ◇    | 高知縣 | 幡多郡 黑潮町   |
| 四國旅客鐵道予土線 | G28      | 家地川     |          |          | 5.8          | 5.8               |                                  | ｜   | 高知縣 | 高岡郡 四萬十町 |
| 四國旅客鐵道予土線 | G29      | 打井川     |          |          | 4.9          | 10.7              |                                  | ｜   | 高知縣 | 高岡郡 四萬十町 |
| 四國旅客鐵道予土線 | G30      | 土佐大正   |          |          | 6.9          | 17.6              |                                  | ◇    | 高知縣 | 高岡郡 四萬十町 |
| 四國旅客鐵道予土線 | G31      | 土佐昭和   |          |          | 8.9          | 26.5              |                                  | ｜   | 高知縣 | 高岡郡 四萬十町 |
| 四國旅客鐵道予土線 | G32      | 十川       |          |          | 4.5          | 31.0              |                                  | ｜   | 高知縣 | 高岡郡 四萬十町 |
| 四國旅客鐵道予土線 | G33      | 半家       |          |          | 7.9          | 38.9              |                                  | ｜   | 高知縣 | 四萬十市        |
| 四國旅客鐵道予土線 | G34      | 江川崎     |          |          | 3.8          | 42.7              |                                  | ◇    | 高知縣 | 四萬十市        |
| 四國旅客鐵道予土線 | G35      | 西方       |          |          | 2.7          | 45.4              |                                  | ｜   | 高知縣 | 四萬十市        |
| 四國旅客鐵道予土線 | G36      | 真土       |          |          | 5.9          | 51.3              |                                  | ｜   | 愛媛縣 | 北宇和郡 松野町 |
| 四國旅客鐵道予土線 | G37      | 吉野生     |          |          | 1.7          | 53.0              |                                  | ◇    | 愛媛縣 | 北宇和郡 松野町 |
| 四國旅客鐵道予土線 | G38      | 松丸       |          |          | 2.3          | 55.3              |                                  | ｜   | 愛媛縣 | 北宇和郡 松野町 |
| 四國旅客鐵道予土線 | G39      | 出目       |          |          | 3.5          | 58.8              |                                  | ｜   | 愛媛縣 | 北宇和郡 鬼北町 |
| 四國旅客鐵道予土線 | G40      | 近永       |          |          | 1.6          | 60.4              |                                  | ◇    | 愛媛縣 | 北宇和郡 鬼北町 |
| 四國旅客鐵道予土線 | G41      | 深田       |          |          | 2.1          | 62.5              |                                  | ｜   | 愛媛縣 | 北宇和郡 鬼北町 |
| 四國旅客鐵道予土線 | G42      | 大內       |          |          | 2.9          | 65.4              |                                  | ｜   | 愛媛縣 | 宇和島市        |
| 四國旅客鐵道予土線 | G43      | 二名       |          |          | 1.5          | 66.9              |                                  | ｜   | 愛媛縣 | 宇和島市        |
| 四國旅客鐵道予土線 | G44      | 伊予宮野下 |          |          | 2.2          | 69.1              |                                  | ◇    | 愛媛縣 | 宇和島市        |
| 四國旅客鐵道予土線 | G45      | 務田       |          |          | 0.9          | 70.0              |                                  | ｜   | 愛媛縣 | 宇和島市        |
| 四國旅客鐵道予土線 | G46      | 北宇和島   |          |          | 6.3          | 76.3              | 四國旅客鐵道：予讚線（松山方向） | ◇    | 愛媛縣 | 宇和島市        |
| ＠                 | G46      | 北宇和島   |          |          | 6.3          | 76.3              | 四國旅客鐵道：予讚線（松山方向） | ◇    | 愛媛縣 | 宇和島市        |
| G47                | 宇和島   |            |          | 1.5      | 77.8         |                   | ∧                                |      | 愛媛縣 | 宇和島市        |

1. ※：窪川站 - 若井站間為土佐黑潮鐵道中村線；＠：北宇和島站 - 宇和島站間為四國旅客鐵道予讚線
2. 自從江川崎站自2010年10月因JR四國控制開支而降格為無人車站後，狹義上整條路線現時皆為無人車站，故皆無綠色窗口，是JR集團中唯一完全沒有綠色窗口的路線[4]。

### 廢除路段
1941年7月2日改道後廢除的舊線。
宇和島站－下村站－高串站